# Berta Kolm
Berta Kolm (auch Betty Kolm, geborene Babette Breisach; geb. am 19. Mai 1866 in Wien; gest. am 16. September 1946 in Buenos Aires, Argentinien) war eine österreichische Sozialarbeiterin und Vereinsfunktionärin.

## Leben
Berta Kolm war die Tochter des Wiener Bankiers Julius Breisach (1838, Pest–1905, Wien), Begründer des Bankhauses Breisach & Co., und seiner Gattin Julie, geb. Lichtenstadt (1847, Odessa–1917, Wien). Zu ihren Vorfahren mütterlicherseits zählte Michael Lazar Biedermann. Am 19. März 1893 vermählte sie sich im Wiener Stadttempel mit Isidor Kohn (ab 1897: Kolm; 1854, Wien–1917, ebd.), Prokurist und später Direktor der Länderbank.
Im Jahr 1902 lernte Berta Kolm in London soziale Fürsorgeeinrichtungen kennen. Nach ihrer Heimkehr war sie bemüht, ähnliche in Wien einzurichten. Sie trat in den 1901 gegründeten Verein Wiener Settlement ein und übernahm 1909 die Vizepräsidentschaft in Nachfolge von Marie Lang. Kolm hatte diese mehr als zwanzig Jahre inne. Daneben war sie auch Mitglied der „Propagandakommission“ des Bundes Österreichischer Frauenvereine. Ihr werden eine hohe Bildung und großes Organisationstalent bescheinigt.
Das Wiener „Settlement“ unterhielt einen Kindergarten, einen Hort für Kinder zwischen drei und 14 Jahren und eine Ausspeisung. Der Verein organisierte Ferienkolonien und machte Berufsberatung. Er beriet Mütter, sorgte für deren ärztliche Betreuung und gab weitere Hilfestellungen. Bedeutung hatte auch die Tuberkulosefürsorge. Hinzu kamen Tagesheimstätten, Mädchenheime, Sportgruppen, Trinkerfürsorge, Altenbetreuung, Klubabende, Theatergruppen und Veranstaltung von Festen sowie Ausflügen.
Als Mitbegründerin eines Kuratoriums zur Speisung hungernder Schulkinder, das 1912 in vielen Wiener Bezirken „Schulausspeisungsstellen“ einrichtete, organisierte Kolm die nötige finanzielle Ausstattung. Sie gewann freiwillige Helferinnen für die Leitung der Ausspeisungsstellen und Frauen aus der Wiener Gesellschaft, die das Kuratorium unterstützten und Gelder einwarben. Nach dem Ausbruch des Ersten Weltkrieges fasste die Gemeinde Wien die verschiedenen Ausspeiseaktionen in einer Gesamtorganisation zusammen und setzte Kolm an führender Stelle ein.
Nach Kriegsende widmete sich Kolm wiederum verschiedenen sozialen Aufgaben des „Settlement“. Ein besonderes Anliegen war ihr die Schutzaufsicht über Jugendliche, die nach Delikten „in Bewährung“ standen. Ihr Gesundheitszustand veranlasste Kolm zur Einschränkung ihrer sozialen Tätigkeiten und zur Aufgabe im Jahr 1937. Sie lebte einige Jahre völlig verarmt in Wien. Am 11. Oktober 1938, einige Monate nach dem „Anschluss“, ließ sich Berta Kolm in der röm. kath. Pfarre St. Stephan taufen. 1940 konnte sie zu ihrer Tochter nach Argentinien flüchten. Sie starb am 16. September 1946 in Buenos Aires.